# Озёрное (Черняховский район)
Озёрное — посёлок в Черняховском муниципальном округе Калининградской области.

## География
Находится в центральной части Калининградской области, в зоне хвойно-широколиственных лесов, на расстоянии примерно 17 километров (по прямой) к северу от города Черняховска, административного центра района. Абсолютная высота — 41 метр над уровнем моря.

### Климат
Климат характеризуется как переходный от морского к умеренно континентальному. Среднегодовая температура воздуха — 8,3 °C. Средняя температура воздуха самого холодного месяца (января) — −0,9 °C (абсолютный минимум — −35 °C); самого тёплого месяца (июля) — 18,5 °C (абсолютный максимум — 37 °C). Период температуры воздуха выше 0 °C составляет 274 дня. Длительность вегетационного периода — 180—200 дней. Годовое количество атмосферных осадков — 850—900 мм, из которых большая часть выпадает в тёплый период.

### Часовой пояс
Посёлок Озёрное как и вся Калининградская область, находится в часовой зоне МСК−1. Смещение применяемого времени относительно UTC составляет +2:00.

## История
Поселение относится к исторической области Надровия. В составе Германии (Восточная Пруссия) до 1945 года. 
По итогам Второй мировой войны эта местность вошла в состав СССР. Согласно Указу Президиума ВС РСФСР от 17.11.1947 наименование Озёрное было присвоено населённому пункту Ной-Лаппёнен (нем. Neu Eichhorn), который вошёл в состав Калиновского сельского Совета Большаковского района. По видимому, тогда же к Озёрному была отнесена бывшая деревня Шрубен (нем. Schruben). В 1962 году Озёрное вошло в состав Черняховского района. В 1970-е годы поселение на месте деревни Ной-Лаппёнен было покинуто, наименование Озёрное сохраняется за бывшей деревней Шрубен.
В период с 2008 по 2016 годы Озёрное входило в состав Калужского сельского поселения Черняховского района, с 2016 по 2022 годы — в состав Черняховского городского округа.

## Население
| 1910 | 2002 | 2010 |
| ---- | ---- | ---- |
| 80   | ↗104 | ↘59  |

### Национальный состав
Согласно результатам переписи 2002 года, в национальной структуре населения русские составляли 83 %.